# Kapitał własny
Kapitał własny – wartościowy odpowiednik składników majątku, do których danej jednostce przysługuje prawo własności. Wniesione zostały one do przedsiębiorstwa przez założycieli (właścicieli), którzy tym samym nabyli prawo do uczestniczenia w podziale zysku oraz do zwrotu kapitału w razie likwidacji przedsiębiorstwa. Składniki te mogą również pochodzić z przeznaczenia całości lub części wygospodarowanego zysku na cele rozwojowe. Mogą mieć postać rzeczową lub pieniężną.
Kapitały własne występują w różnej postaci w zależności od formy organizacyjno-prawnej jednostki gospodarczej.
Obok kapitału własnego, źródłem finansowania przedsiębiorstwa są kapitały obce.
Księgowa wartość kapitału własnego jest równa sumie wartości kapitału zakładowego, kapitału zapasowego, kapitału z aktualizacji wyceny, pozostałych kapitałów rezerwowych, niepodzielonego zysku z lat ubiegłych i zysku netto z bieżącej działalności, pomniejszona o sumę wartości należnych wpłat na kapitał zakładowy, akcji własnych, niepokrytej straty z lat ubiegłych, straty netto z bieżącej działalności i odpisów z zysku netto w ciągu roku obrotowego.
Kapitał własny to wartość środków gospodarczych, wniesionych do przedsiębiorstwa przez właścicieli (udziałowców, akcjonariuszy, wspólników) oraz środków wygospodarowanych przez przedsiębiorstwo w toku działalności. Zgodnie z art. 28 ust.1 pkt 10 ustawy o rachunkowości na dzień bilansowy kapitały własne, z wyjątkiem udziałów (akcji) własnych, wycenia się według wartości nominalnej.
Kapitał własny pełni ważną funkcję w przedsiębiorstwie. Będąc podstawowym źródłem finansowania pozostającym bezterminowo do jego dyspozycji, stanowi jednocześnie zabezpieczenie dla aktualnych i potencjalnych wierzycieli. Stąd też wielkość kapitałów własnych powinna kształtować się na poziomie umożliwiającym działalność inwestycyjną, podjęcie prac rozwojowych bądź zaciągnięcie kredytu.

## Podział
Kapitały własne dzieli się na:
- kapitały powierzone – reprezentują wkład finansowy właściciela jednostki gospodarującej.
- kapitały samofinansowania – powstają z osiągniętego zysku zatrzymanego w jednostce bądź innych źródeł charakterystycznych dla danej działalności.

Kapitały własne powierzone w zależności od formy własności mają różne nazwy:
- w spółce akcyjnej, w spółce z o.o., w prostej spółce akcyjnej, w spółce komandytowo-akcyjnej – kapitał własny,
- w spółkach osobowych prawa handlowego: jawnej, partnerskiej – kapitał właścicieli,
- w spółce komandytowej – suma komandytowa
- w spółce cywilnej – kapitał właścicieli,
- w przedsiębiorstwie prywatnym osoby fizycznej – kapitał właściciela,
- w spółdzielni – fundusz udziałowy,
- w przedsiębiorstwach państwowych – fundusz założycielski.

Kapitał zakładowy w spółkach akcyjnych jest tworzony z wpłat akcjonariuszy za nabyte akcje. Akcje mogą być opłacane w formie pieniężnej lub w formie aportu.
Kapitał zakładowy (udziałowy) w spółkach z o.o. jest wniesiony do spółki przez wspólników w momencie jej założenia. Składa się zatem z udziałów, które mogą być wnoszone w formie pieniężnej lub rzeczowej jako aporty.
Kapitał zakładowy w spółkach komandytowo–akcyjnych wnoszą akcjonariusze i komplementariusze, z tym że wkład komplementariusza może być wniesiony na kapitał zakładowy lub na inne fundusze. Wkładem wspólników może być gotówka lub aport rzeczowy.
Kapitał właścicieli w spółkach jawnej i partnerskiej wnoszą wspólnicy (partnerzy w spółce partnerskiej) w postaci pieniężnej lub aportu. Wkład wspólnika (partnera) może polegać na przeniesieniu lub obciążeniu własności rzeczy lub innych praw, a także na dokonaniu innych świadczeń (np. pracy) na rzecz spółki.
Suma komandytowa w spółkach komandytowych jest tworzona przez komandytariuszy i komplementariuszy w postaci pieniężnej lub niepieniężnej (aport). Wkład komplementariusza może polegać także na dokonaniu świadczeń na rzecz spółki, w tym na wykonywaniu pracy lub świadczeniu usług; jego wkładem może być także wynagrodzenie za usługi świadczone przy powstaniu spółki, natomiast tego rodzaju wkłady mogą stanowić wkład komandytariusza tylko wtedy gdy wartość innych jego wkładów do spółki nie jest niższa od wysokości sumy komandytowej.
Kapitał właścicieli w spółkach cywilnych jest wnoszony przez wspólników. Wkładem może być gotówka, własność, jak i inne prawa do rzeczy ruchomych lub nieruchomości. Do spółki cywilnej jako wkład możemy wnieść także usługi i pracę na jej rzecz.
Fundusz udziałowy (zakładowy) tworzony jest przede wszystkim z udziałów członkowskich w spółdzielniach. Jest powiększany o część nadwyżki bilansowej, natomiast pomniejszany w sytuacji konieczności pokrycia straty bilansowej.
Fundusz założycielski stanowi wkład państwa na początek działalności przedsiębiorstwa państwowego. Jest zatem pierwszym wyposażeniem tego przedsiębiorstwa i pozostaje własnością państwa. Przedsiębiorstwa państwowe są zobowiązane do odprowadzania dywidendy od tego funduszu do budżetu państwa. Przedsiębiorstwo państwowe może otrzymać prawo do przeznaczenia całości lub części dywidendy na powiększenie funduszu założycielskiego.
W przedsiębiorstwach stanowiących własność osoby fizycznej kapitał podstawowy (właściciela) stanowi wartość wniesionych przez właściciela aktywów trwałych i obrotowych.
Kapitały własne samofinansowania stanowią równowartość skapitalizowanej części wygospodarowanego zysku, który został przeznaczony na kapitały własne danej jednostki. W zależności od formy własności kapitały te mają nazwy:
- w spółce akcyjnej i w spółce z o.o. – kapitał zapasowy i kapitał rezerwowy,
- w spółdzielni – fundusz zasobowy,
- w przedsiębiorstwie państwowym – fundusz przedsiębiorstwa.

W sprawozdawczości finansowej przedsiębiorstw kapitały własne obejmują:
- kapitał podstawowy,
- kapitał zapasowy,
- kapitał rezerwowy,
- kapitał z aktualizacji wyceny,
- niepodzielony zysk lub niepokrytą stratę z roku obrotowego i lat ubiegłych,
- zysk (strata) netto za bieżący rok obrotowy.

W poszczególnych rodzajach przedsiębiorstw ich pochodzenie i nazwy przedstawiają się następująco:

### Przedsiębiorstwa państwowe
- fundusz założycielski – stanowi równowartość środków wniesionych przez państwo.
- fundusz przedsiębiorstwa – stanowi równowartość majątku wygospodarowanego przez przedsiębiorstwo w toku jego działalności. Fundusz przedsiębiorstwa odpowiada tej wartości majątku, która pochodzi przede wszystkim z wypracowanego i pozostawionego w przedsiębiorstwie zysku.

### Spółdzielnie
- fundusz udziałowy – stanowi równowartość udziałów wniesionych do spółdzielni przez jej członków.
- fundusz zasobowy – stanowi równowartość wkładów wniesionych przez członków w formie wpisowego oraz równowartość środków wygospodarowanych przez spółdzielnie. Fundusz zasobowy tworzony jest z zysku i wpłat wpisowego, a przeznaczany na pokrycie straty.

### Spółki akcyjneispółki z ograniczoną odpowiedzialnością
- kapitał zakładowy – stanowi równowartość wyemitowanych akcji (według ich wartości nominalnej) lub wniesionych udziałów.
- kapitał zapasowy – jest tworzony m.in. z wygospodarowanego zysku z przeznaczeniem na pokrycie ewentualnych strat spółki w przyszłych okresach. Prawo dopuszcza możliwość dysponowania kapitałem zapasowym na rzecz akcjonariuszy pod warunkiem, że powstał on z zysku spółki. W przypadku spółki z o.o. nie ma obowiązku zachowania części środków zgromadzonych na kapitale zapasowym w razie potrzeby pokrycia straty.
- kapitał rezerwowy – jest tworzony z wygospodarowanego zysku z przeznaczeniem na rozwój spółki. W sytuacji, gdy umowa spółki lub jej statut wskazuje przeznaczenie funduszy, środki zgromadzone na nich mogą być wykorzystane tylko na te cele. Zmiana przeznaczenia środków zgromadzonych na danym kapitale celowym wymaga zmiany umowy lub statutu spółki. Jeżeli ani umowa spółki ani uchwała wspólników nie wskazuje celów, na które mogą być przeznaczone środki znajdujące się na danym kapitale, to wspólnicy mogą swobodnie decydować o ich przeznaczeniu.

Kapitał zapasowy i rezerwowy tworzone są obowiązkowo w spółkach akcyjnych oraz w spółkach z o.o..
W spółkach akcyjnych zwiększają się na skutek obowiązkowych odpisów z zysku netto (co najmniej 8%), sprzedaży akcji po cenach wyższych od nominalnych, dopłat akcjonariuszy na akcje uprzywilejowane oraz zwiększenia wartości netto środków trwałych w sytuacji ich przeszacowania.
W spółkach z o.o. zwiększa się na skutek przeszacowania środków trwałych, z zysku oraz dopłat wspólników.
Kapitały rezerwowe mogą mieć charakter ogólny (dla zabezpieczenia przed ryzykiem działania) w warunkach niepewności gospodarki rynkowej. Kapitały rezerwowe specjalne są tworzone z przeznaczeniem na zabezpieczenie przed wymienionym z nazwy ryzykiem: rezerwy na pokrycie wątpliwych należności, rezerwy na niedobory itp.

### Fundusze specjalnego przeznaczenia
Szczególnym rodzajem funduszy własnych są fundusze specjalnego przeznaczenia. Stanowią one równowartość środków, które mogą służyć tylko na ściśle określony cel. Do tej kategorii funduszy należą:
- zakładowy fundusz świadczeń socjalnych – tworzony obligatoryjnie przede wszystkim z odpisów w koszty, a może być powiększany o odpisy z zysku, darowizny na rzecz tego funduszu, odsetki od środków funduszu.
- Inne fundusze specjalne – tworzone dobrowolnie np. Zakładowy Fundusz Mieszkaniowy; głównym źródłem ich pochodzenia nie są odpisy w koszty, tylko odpisy z zysku.